# Campionato panamericano di rugby 1996
Il campionato panamericano di rugby 1996 (in inglese 1996 Pan American Championship, in spagnolo Torneo Panamericano de Rugby 1996) fu la 2ª edizione del campionato panamericano di rugby a 15.
Organizzato dalla Pan-American Rugby Association (PARA), si tenne in Canada nel mese di settembre fra le squadre nazionali disputanti l'edizione precedente con l'aggiunta degli Stati Uniti; per tanto America del Nord e Sudamerica vennero rappresentate da 2 nazioni ciascuna.
La formula utilizzata fu quella del girone unico all'italiana con incontri da disputarsi in gara unica su tre giornate: la prima giornata con sede a Nepean il 14 settembre, la seconda ad Hamilton in data 18 settembre e l'ultima a Markham il 21 di settembre. Il sistema di punteggio adottato in classifica fu il seguente: 2 punti per la vittoria, 1 punto per il pareggio e 0 punti per la sconfitta; in caso di parità nel punteggio venne presa in considerazione la differenza punti marcati/subiti. 
Il campionato fu vinto dall'Argentina, alla seconda affermazione consecutiva dopo quella dell'anno precedente.

## Squadre partecipanti
- Argentina (Sudamerica)
- Canada (America del Nord)
- Stati Uniti (America del Nord)
- Uruguay (Sudamerica)

## Risultati

### 1ª giornata
| Arbitro: | Santiago Borsani |

|                      |      |              |
| Penaluna Wirachowski | mt   | Calandra (2) |
| Ross                 | tr   | Aguirre      |
| Ross (4)             | c.p. | Aguirre      |
|                      | drop | Silva        |

| Arbitro: | Ian Hyde-Lay |

|                              |      |                  |
| Bartolucci Simone Travaglini | mt   | Bachelet Lumkong |
| Mesón                        | tr   | Alexander (2)    |
| Mesón (2) Quesada (2)        | c.p. | Alexander (4)    |

### 2ª giornata
| Arbitro: | Jerry McLemore |

|           |      |                                                                    |
| Mosca (2) | mt   | Barrea Camardón Giannantonio (2) Hasan Jalil Martín Orengo Quesada |
| Silva (2) | tr   | Quesada (7)                                                        |
| Silva (2) | c.p. |                                                                    |

| Arbitro: | Gustavo López |

|           |      |               |
| Smith (2) | mt   |               |
| Ross (2)  | tr   |               |
| Ross (3)  | c.p. | Alexander (6) |

### 3ª giornata
| Arbitro: | Jerry McLemore |

|                    |      |                                  |
| Hendry Wirachowski | mt   | Bartolucci (2) Martín Solari (2) |
| Ross               | tr   | Quesada (2)                      |
| Ross (3)           | c.p. | Quesada (4)                      |

| Arbitro: | Ian Hyde-Lay |

|                |      |                  |
| Anitoni Walker | mt   | Calandra Mendaro |
| Alexander      | tr   |                  |
| Alexander (5)  | c.p. | Sciarra          |

## Classifica
|  | Squadra     | G | V | N | P | P+  | P-  | P±  | PT |
|  | ----------- | - | - | - | - | --- | --- | --- | -- |
|  | Argentina   | 3 | 3 | 0 | 0 | 124 | 67  | 57  | 6  |
|  | Canada      | 3 | 2 | 0 | 1 | 68  | 38  | −9  | 4  |
|  | Stati Uniti | 3 | 1 | 0 | 2 | 71  | 65  | 6   | 2  |
|  | Uruguay     | 3 | 0 | 0 | 3 | 51  | 105 | −54 | 0  |